# Ashford (Nowy Jork)
Ashford – miasto w Stanach Zjednoczonych, w stanie Nowy Jork, w hrabstwie Cattaraugus. W 2000 r. miasto to zamieszkiwało 2 223 osób.